# Crown Heights (film)
Crown Heights is een Amerikaanse biografische dramafilm uit 2017, geschreven en geregisseerd door Matt Ruskin. De film is gebaseerd op een podcast van This American Life en vertelt het waargebeurde verhaal van Colin Warner die ten onrechte werd veroordeeld voor moord, en hoe zijn beste vriend Carl King zijn leven wijdde aan het bewijzen van Warners onschuld. De hoofdrollen worden vertolkt door Lakeith Stanfield en Nnamdi Asomugha.

## Verhaal
Colin Warner, een immigrant uit Trinidad, woont in Crown Heights, een wijk in Brooklyn, New York. Op 10 april 1980 weergalmde het geluid van een geweerschot door de straten van Crown Heights. Colin wordt gearresteerd en, hoewel hij zich verdedigt tegen de aantijgingen, wordt hij snel voor de rechter gebracht en ten onrechte veroordeeld tot een lange gevangenisstraf voor moord. Hij weet dat hij de misdaad, waarvoor hij nog steeds in de gevangenis zit, niet heeft begaan. Een decennialange strijd voor gerechtigheid begint, aan het einde waarvan Colin uit de gevangenis zal worden vrijgelaten, grotendeels dankzij zijn beste vriend Carl King, die de hele tijd voor hem opkwam en wist dat Colin valselijk werd beschuldigd van moord.

## Rolverdeling
| Acteur            | Personage                    |
| ----------------- | ---------------------------- |
| Lakeith Stanfield | Colin Warner                 |
| Nnamdi Asomugha   | Carl King                    |
| Néstor Carbonell  | Bruce Regenstreich           |
| Gbenga Akinnagbe  | Sampson                      |
| Josh Pais         | Officier van justitie Maffeo |
| Ron Canada        | Rechter Marcy                |
| Zach Grenier      | Rechercheur Cassel           |
| Yul Vazquez       | Commissaris Rafello          |
| Adriane Lenox     | Grace                        |
| Skylan Brooks     | Thomas                       |
| Bill Camp         | William Robedee              |
| Brian Tyree Henry | Clayton "Massup" Benton      |

## Productie
De opnames begonnen op 9 september 2015 in New York. Amazon Studios verwierf distributierechten voor de film.

## Release
De film ging in première op 23 januari 2017 op het Sundance Film Festival. De film ontving over het algemeen lovende kritieken op het Sundance Film Festival, en won de Publieksprijs voor Amerikaanse dramafilms. IFC Films distribueerde de film samen met Amazon op 18 augustus 2017.

## Ontvangst
Op Rotten Tomatoes heeft Crown Heights een waarde van 77% en een gemiddelde score van 6,5/10, gebaseerd op 84 recensies. Op Metacritic heeft de film een gemiddelde score van 64/100, gebaseerd op 25 recensies.